# Il mistero dei Templari - La serie
Il mistero dei Templari - La serie (National Treasure: Edge of History) è una serie televisiva statunitense ideata da Cormac e Marianne Wibberley del 2022. È stata distribuita sulla piattaforma streaming Disney+ dal 14 dicembre 2022 e facente parte della saga cinematografia Il mistero dei Templari. È stata cancellata dopo una sola stagione.

## Trama
Jess Valenzuela è una giovane donna che vive in Louisiana grazie al permesso DACA e in futuro vorrebbe diventare un'americana naturalizzata per realizzare il suo sogno di lavorare nell'FBI. Nel frattempo lavora in un magazzino dove il suo capo le affida la missione di trovare il proprietario di un deposito il cui affitto non è stato pagato da diversi mesi.
Quando scopre il proprietario, Peter Sadusky, un ex agente dell'FBI, la mette sulle tracce di un tesoro perduto che avrebbe un legame con suo padre, morto quando lei era piccola. Avventuriera nel cuore, Jess intraprende questa ricerca con l'aiuto dei suoi amici. Tuttavia, incontra Billie Pearce, una miliardaria senza scrupoli che è anche lei alla ricerca del tesoro.

## Episodi
| Stagione       | Episodi | Pubblicazione |
| -------------- | ------- | ------------- |
| Prima stagione | 10      | 2022-2023     |

## Personaggi e interpreti

### Principali
- Jess Valenzuela (stagione 1), interpretata da Lisette Olivera, doppiata da Sara Labidi.[3]
Una giovane donna con il permesso DACA che vive a Baton Rouge che scopre che il suo defunto padre fa parte di una rete segreta di protettori del tesoro. Ed è anche l'interesse amoroso di Liam.
- Tasha Rivers (stagione 1), interpretata da Zuri Reed, doppiata da Erica Necci.[3]
Coinquilina di Jess nonché migliore amica.
- Oren Bradley (stagione 1), interpretato da Antonio Cipriano, doppiato da Leonardo Lugni.[3]
Amico di Jess, coinquilino di Ethan, collezionista di sneaker e il fidanzato occasionale di Tasha.
- Ethan Chao (stagione 1), interpretato da Jordan Rodrigues, doppiato da Alessandro Campaiola.[4]
Migliore amico di Jess che prova dei sentimenti per lei e il coinquilino di Oren.
- Liam Sadusky (stagione 1), interpretato da Jake Austin Walker, doppiato da Federico Campaiola.[3]
Musicista e barista, nipote di Peter Sadusky e l'interesse amoroso di Jess.
- Billie Pearce (stagione 1), interpretata da Catherine Zeta-Jones, doppiata da Francesca Fiorentini.[5]
Una ricca e spietata commerciante di antichità del mercato nero.
- Agente dell'FBI Ross (stagione 1), interpretato da Lyndon Smith, doppiata da Sara Ferranti.[5]
Una agente dell'FBI che si è recentemente trasferita all'ufficio sul campo dell'FBI a Baton Rouge.

### Special guest star
- Peter Sadusky (stagione 1), interpretato da Harvey Keitel,[N 1] doppiato da Ennio Coltorti.
Un ex agente solitario dell'FBI e maestro massone affetto da demenza.
- Riley Poole (stagione 1), interpretato da Justin Bartha,[N 1] doppiato da Massimiliano Alto.
Esperto informatico e buon amico di Ben Gates.

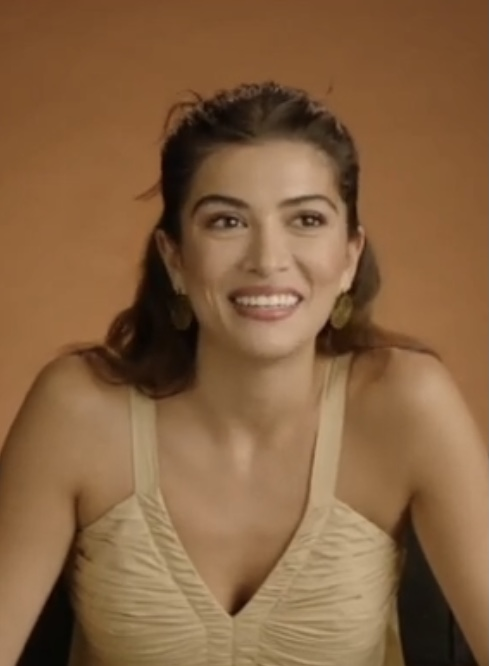
Lisette Olivera, interprete di Jess
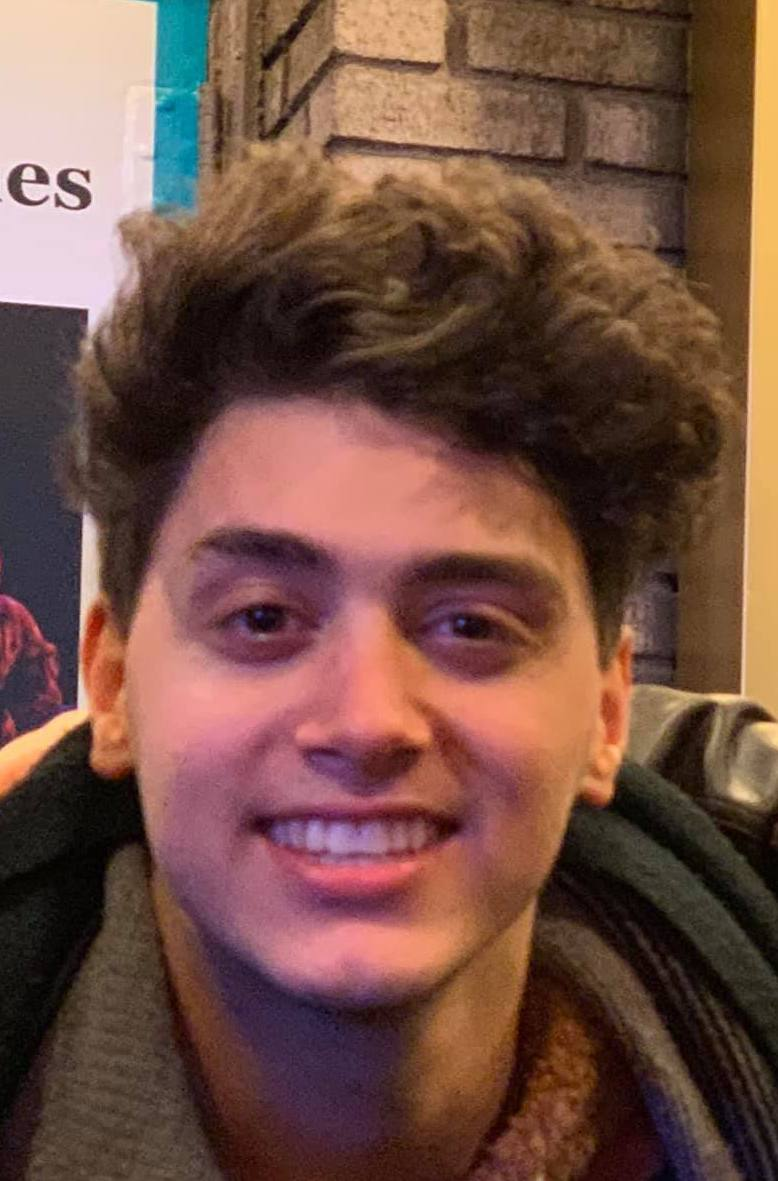
Antonio Cipriano, interprete di Oren
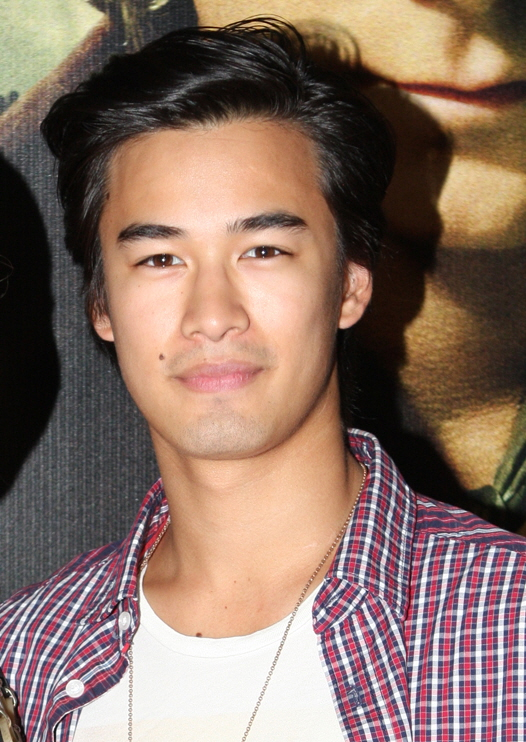
Jordan Rodrigues, interprete di Ethan
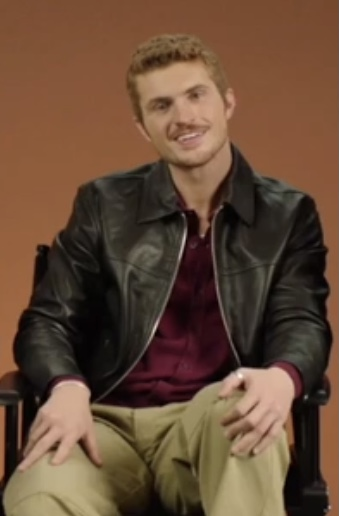
Jake Austin Walker, interprete di Liam
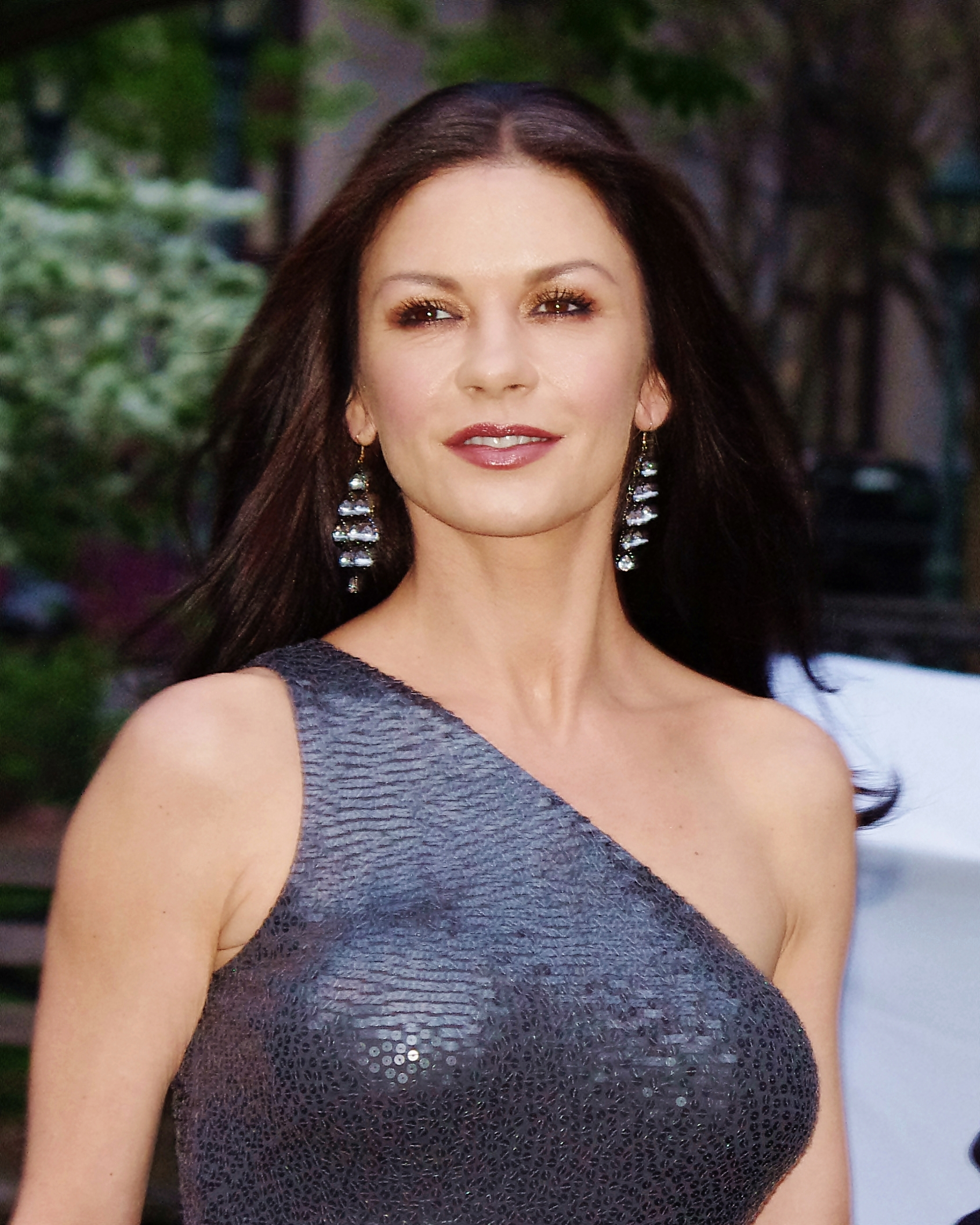
Catherine Zeta-Jones, interprete di Billie Pearce
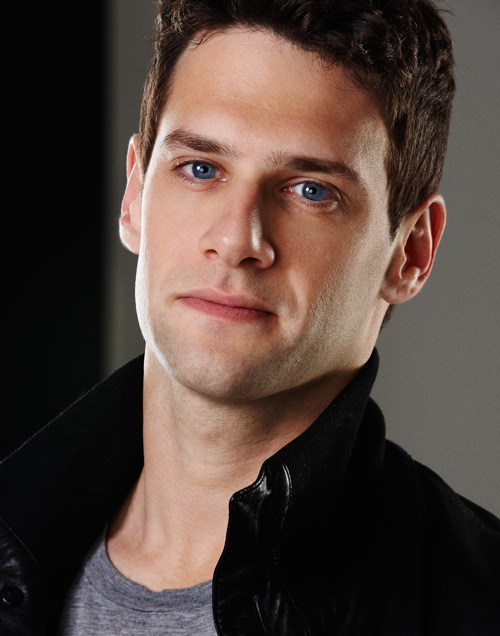
Justin Bartha, interprete di Riley Poole
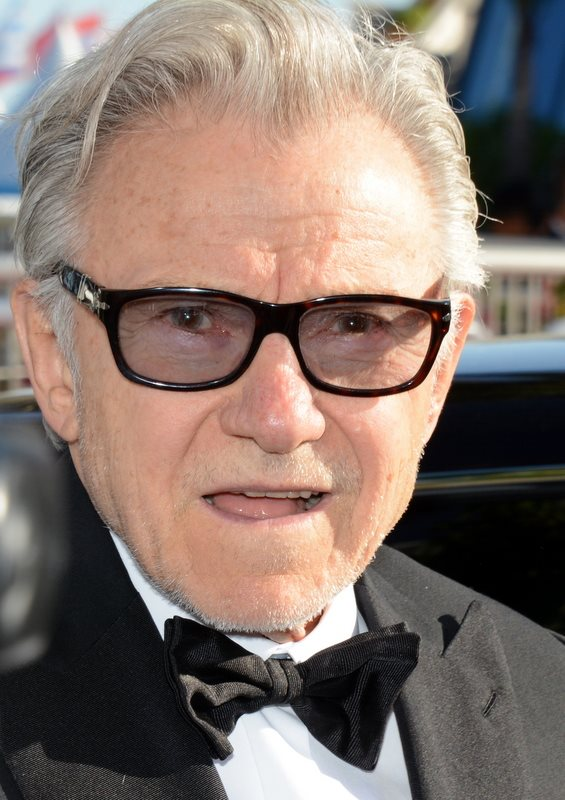
Harvey Keitel, interprete di Peter Sadusky

### Ricorrenti
- Kacey (stagione 1), interpretata da Breeda Wool, doppiata da Sabrina Duranti.
Una mercenaria di Billie.
- Myles (stagione 1), interpretato da Dustin Ingram, doppiato da Stefano Dori.
L'ex infermiere di Peter
- Meena Mishra (stagione 1), interpretata da Salena Qureshi, doppiata da Giulia Franceschetti.
L'interesse amoroso di Ethan.
- Dario (stagione 1), interpretato da Darri Ingolfsson, doppiato da Guido Di Naccio.
Un mercenario di Billie.
- Agente Hendricks (stagione 1), interpretato da Armando Riesco,[N 1] doppiato da Simone D'Andrea.
Il capo dell'agente Ross ed ex partner ed amico di Peter Sandusky.
- L'uomo con la barba (stagione 1), interpretato da Joseph D. Reitman.
Un uomo che segue Jess e i suoi amici.
- Rafael (stagione 1), interpretato da Jacob Vargas, doppiato da Diego Suarez.
Il padre di Jess

## Produzione

### Sviluppo
All'inizio di maggio 2020, Jerry Bruckheimer in un'intervista ha annunciato a Collider che una serie televisiva facente parte del franchise National Treasure era in lavorazione per Disney+. La serie segue lo stesso concetto dei film con un cast più giovane. Nel marzo 2021, la Disney ha ufficialmente dato il via libera alla serie. Il titolo della serie è stato annunciato a luglio 2022, prima della presentazione al San Diego Comic-Con.

### Cast
Nell'ottobre 2021, l'attrice Lisette Alexis è stata scelta per il ruolo principale. Nel gennaio 2022, Lyndon Smith, Zuri Reed, Jake Austin Walker, Antonio Cipriano e Jordan Rodrigues si sono aggiunti al cast, mentre Catherine Zeta-Jones si è unita il mese successivo. Nell'aprile 2022 Justin Bartha si è unito alla serie come guest star, riprendendo il ruolo di Riley Poole dai precedenti film. Il 21 luglio 2022, durante il San Diego Comic-Con, è stato rivelato che anche Harvey Keitel avrebbe ripreso il suo ruolo di Peter Sadusky, l'agente dell'FBI protagonista dei primi due film.

### Riprese
Le riprese principali sono iniziate il 12 febbraio 2022 a Baton Rouge. A fine giugno, le riprese si sono spostate a Santa Fe, nel New Mexico.

## Colonna sonora
National Treasure: Edge of History (Original Series Soundtrack)
Testi e musiche di Trevor Rabin, se non diversamente indicato.
1. Main Title – 1:41
2. Church Heist – 0:44
3. Escape Room – 2:06 (Paul Linford)
4. Masonic Temple – 3:08
5. Hidden Artwork – 1:28 (Paul Linford)
6. Jake Austin Walker – Be Brave – 3:07
7. Duerme Descansa – 1:10
8. Trade Oren for Relic – 2:03 (Paul Linford)
9. Puzzle Box – 2:06
10. Gift Shop Trap – 2:44 (Paul Linford)
11. Searching Sudusky's Stud – 2:25
12. Jake Austin Walker – Hey Dreamer – 2:02
13. Mom Knew About Treasure – 3:42
14. Cracking the Box – 1:29
15. Real Exterminators – 2:18 (Paul Linford)
16. La Paloma Clue – 4:01 (Paul Linford)
17. Jake Austin Walker – Suspicious Minds – 3:42
18. Oxygen Level 40% – 6:19
19. Jake Austin Walker – I Miss That Van – 2:35
20. Jake Austin Walker – Shame on Me – 2:53
21. Charge! – 2:16
22. Jess Meets Salazar – 3:11 (Paul Linford)
23. Organ Clue – 3:59
24. Jake Austin Walker – Beside Me, Besides You – 3:05
25. Run! – Escape Pt. 3 – 2:38
26. Let's Find Out – 3:21 (Trevor Rabin e Paul Linford)
27. Salazar – 1:55 (Paul Linford)
28. Which Way – 2:37
29. The Great Treasure – 5:29
30. Another Treasure – 1:00

## Distribuzione
La serie è stata pubblicata a partire dal 14 dicembre 2022 su Disney+, con i suoi primi due episodi immediatamente disponibili. Il film ha avuto un evento di lancio a Los Angeles, ma non è in programmazione nei cinema.

## Accoglienza

### Critica
Su Rotten Tomatoes la prima stagione ha ricevuto una valutazione complessiva del 38% con una media di 5.5 su 10, basata su 21 recensioni. Il consenso della critica recita: "Trattando il passato del franchise con un'eccessiva riverenza mentre riempie il suo nuovo cast con stucchevoli aiutanti, questo spin-off di National Treasure cade oltre il limite della soddisfazione." Su Metacritic la stagione ha ottenuto un punteggio medio ponderato di 46 su 100 (recensioni miste o medie) basato su 10 recensioni. Una prima recensione sulla prima stagione da parte di Grant Marek, caporedattore della SFGate, l'ha descritta come "grandiosa" e "davvero divertente da guardare", riferendosi positivamente ai collegamenti con i film.

### Primati
Secondo il TV Time di Whip Media, Il mistero dei Templari - La serie è stata la decima serie televisiva più vista in streaming su tutte le piattaforme negli Stati Uniti, durante la settimana del 18 dicembre 2022. La nona durante la settimana del 25 dicembre 2022, la decima durante la settimana del 1º gennaio 2023, la decima durante la settimana dell'8 gennaio 2023, la settima durante la settimana del 15 gennaio 2023, la quarta durante la settimana del 22 gennaio 2023, la quinta durante la settimana del 29 gennaio 2023 e la quinta durante la settimana del 5 febbraio 2023.